# Kleine zesstrepenzeepbaars
De kleine zesstrepenzeepbaars (Grammistes sexlineatus) is een straalvinnige vissensoort uit de familie van zaag- of zeebaarzen (Serranidae). De wetenschappelijke naam van de soort werd voor het eerst geldig gepubliceerd in 1792 door Thunberg.